# Occhi di ragazza
Chansons représentant l'Italie au Concours Eurovision de la chanson
Due grosse lacrime bianche
(1969) L'amore è un attimo
(1971)
Singles de Gianni Morandi
Ma chi se ne importa
(1969) Al bar si muore
(1970)
Occhi di ragazza (« Yeux de fille ») est une chanson composée par Lucio Dalla sur des paroles de Sergio Bardotti et Gianfranco Baldazzi et interprétée par le chanteur italien Gianni Morandi, parue sur l'album Gianni 7 et sortie en 45 tours en 1970.
C'est la chanson représentant l'Italie au Concours Eurovision de la chanson 1970.
Gianni Morandi a également enregistré la chanson en espagnol sous le titre Ojos de chiquilla.

## À l'Eurovision

### Sélection
La chanson Occhi di ragazza, interprétée par Gianni Morandi, est sélectionnée en interne début 1970 par la Radiotelevisione Italiana, pour représenter l'Italie au Concours Eurovision de la chanson 1970 le 21 mars à Amsterdam.

### À Amsterdam
La chanson est intégralement interprétée en italien, langue officielle de l'Italie, comme l'impose la règle de 1966 à 1972. L'orchestre est dirigé par Mario Capuano (it).
Occhi di ragazza est la troisième chanson interprétée lors de la soirée du concours, suivant Retour d'Henri Dès pour la Suisse et précédant Pridi, dala ti bom cvet d'Eva Sršen pour la Yougoslavie.
À l'issue du vote, elle obtient 5 points, se classant 8e — à égalité avec Marlène de Dominique Dussault pour Monaco et Viens l'oublier de Jean Vallée pour la Belgique — sur 12 chansons,.

## Liste des titres
| A. | Occhi di ragazza         | Gianfranco Baldazzi, Sergio Bardotti, Lucio Dalla |  |
| B. | T'amo con tutto il cuore | Franco Migliacci, Mauro Lusini                    |  |

## Classements

### Classements hebdomadaires
| Classement (1970)                   | Meilleure position |
| ----------------------------------- | ------------------ |
| Italie (Discografia internazionale) | 5                  |

### Classements de fin d'année
| Classement (1970)        | Meilleure position |
| ------------------------ | ------------------ |
| Italie (Musica e dischi) | 30                 |

## Historique de sortie
| Pays      | Date | Format   | Label        |
| --------- | ---- | -------- | ------------ |
| Allemagne | 1970 | 45 tours | RCA Victor   |
| France    | 1970 | 45 tours | RCA Victor   |
| Grèce     | 1970 | 45 tours | RCA Victor   |
| Italie,   | 1970 | 45 tours | RCA Italiana |
| Portugal  | 1970 | 45 tours | RCA Victor   |
| Venezuela | 1970 | 45 tours | RCA Victor   |